# Diardia reductipennis
Diardia reductipennis är en insektsart som beskrevs av Ludwig Redtenbacher 1908. Diardia reductipennis ingår i släktet Diardia och familjen Diapheromeridae. Inga underarter finns listade i Catalogue of Life.